# Cerro Gordo (Illinois)
Cerro Gordo é uma vila localizada no estado americano de Illinois, no Condado de Piatt.

## Demografia
Segundo o censo americano de 2000, a sua população era de 1436 habitantes.
Em 2006, foi estimada uma população de 1371, um decréscimo de 65 (-4.5%).

## Geografia
De acordo com o United States Census Bureau tem uma área de
1,9 km², dos quais 1,9 km² cobertos por terra e 0,0 km² cobertos por água. Cerro Gordo localiza-se a aproximadamente 227 m acima do nível do mar.

## Localidades na vizinhança
O diagrama seguinte representa as localidades num raio de 16 km ao redor de Cerro Gordo.